# Sydney Box
Sydney Box (Beckenham, 29 de abril de 1907 - Perth, 25 de maio de 1983) foi um roteirista e produtor cinematográfico britânico.
Ele ganhou o Oscar de melhor roteiro original em 1947 pelo filme The Seventh Veil, estrelado por James Mason e Ann Todd.